# 生物恐怖主義

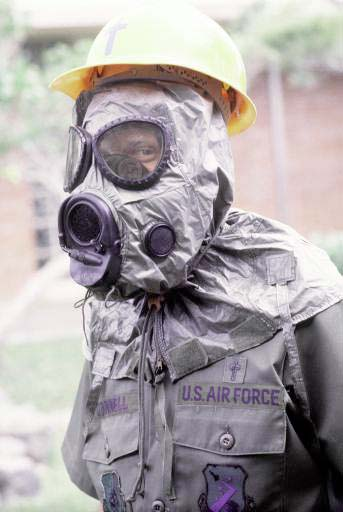
美國飛行員穿着M-17防毒面具核生化防護裝備

生物恐怖主義是恐怖主義涉及有意釋放或傳播的生物製劑（細菌、病毒，昆蟲，真菌或毒素），與生物戰中的方式大致相同。這可能會對自然或人類有害。

## 定義
根據美國疾病控制與預防中心:
生物恐怖袭击指的是故意释放出病毒、细菌或其他微生物（称为生物制剂），以达到使人类、动物或植物致病致死的目的。制剂基本上来源于自然界，但是很可能被培养产生一定的变化，以使其增强致病性，获得对已有药剂的耐药性，或者增加在环境中传播的能力。生物制剂的传播方式包括空气传播、水传播或食物传播等。恐怖分子使用生物制剂的理由在于其很难被监测出来，并且具有几小时至几天不等的潜伏期。生物恐怖制剂可能具有在人与人之间传播的能力，如天花病毒，也可能没有这种能力，如炭疽菌。

## 歷史
到一戰爆發時，使用炭疽的嘗試已針對動物種群。通常證明這是無效的。
一戰爆發後不久，德國在美國，俄羅斯，羅馬尼亞和法國發起了一次生物破壞活動。當時，安東·迪爾格居住在德國，他於1915年被送往美國，攜帶了馬鼻疽。迪爾格在他位於馬里蘭州雪佛蘭的家中建立了實驗室。他于裝卸工人在巴爾的摩碼頭工作时试图感染馬匹。迪爾格被懷疑是德國特工，但從未被捕。迪爾格最終逃到西班牙馬德里，在1918年流感大流行中去世。1916年，俄國人逮捕了具有類似意圖的德國特工。
1972年，芝加哥警方逮捕了兩名大學生艾倫·施萬德和史蒂芬·佩拉，他們計劃用傷寒和其他細菌毒害城市的供水。施萬德建立了一個恐怖組織“ RISE”，而佩拉從他工作的醫院收集並培養了細菌。兩人被保釋後逃到古巴。施萬德於1974年因自然原因去世，而佩拉於1975年返回美國並受到緩刑。
1980年，世界衛生組織宣布消除天花，這是一種具有高度傳染性和不可治癒的疾病。儘管該病已在野外消除，但美國和俄羅斯政府仍保留了天花病毒的冷凍存量。如果流氓政客或恐怖分子成功獲取天花病毒株，將會帶來災難性的後果。由於疫苗接種計劃現已終止，世界人口比以往任何時候都更容易受到天花的感染。
1984年羅傑尼希教生物恐怖攻擊，此事件是20世紀美國首次已知的生物恐怖襲擊。這也是對美國本土最大的一次生物恐怖主義襲擊。

## 近代事件
- 奧姆真理教造成的龜戶異臭事件（失敗）
- 1989年加州地中海實蠅攻擊（英语：1989 California medfly attack）
- 2001年美國炭疽攻擊事件

## 種類

### 類別A
- 炭疽
- 鼠疫
- 土拉菌病
- 天花
- 病毒性出血热
- 肉毒杆菌毒素中毒
- 嚴重特殊傳染性肺炎(COVID-19)

### 類別B
B類易於傳播，死亡率低。
- 布魯氏菌病
- 產氣莢膜梭菌
- 鼻疽和类鼻疽
- Q热
- 鹦鹉热
- 病毒性脑炎
- 蓖麻毒素中毒

### 類別C
- 尼帕病毒
- 漢坦病毒
- 西尼罗病毒
- 严重急性呼吸综合征病毒
- 中东呼吸综合征